# ألين (بريزون بريك)
«ألين» (بالإنجليزية: Allen)‏ هي الحلقة الثانية من المسلسل التلفزيوني بريزون بريك، والتي تم بثها أول مرة في 29 أغسطس 2005. بُثّت هذه الحلقة بعد حلقة المقدمة مباشرة. كتب «ألين» منشئ المسلسل بول شويرين وأخرجها مايكل وتكنس. ظهر فيها للمرة الأولى روبرت نبر ممثلا دور تي باغ، ولكنه لم يظهر كشخصية رئيسية إلا في الحلقة التالية «اختبار الزنزانة».
يشير اسم الحلقة إلى المفتاح الذي أنشأه مايكل من مسامر، المفتاح الذي سمي Allen Schweitzer 11121147"". أيضا في هذه الحلقة تواصل فيرونيكا دونوفان تحرياتها لمعرفة المتسبب في الإيقاع بلينكون بوروز بطلب من مايك. وفي نفس الوقت، يتعامل مايكل مع الشغب العرقي في إصلاحية نهر فوكس، والذي كاد أن يعيق خطة هروبه.

## القصة
يواجه مايكل سكوفيلد وفرناندو سوكري حبسًا ليفتش الحراس عن مواد مهربة، وبينما يحاولان تمرير سكين، أوقفهما براد بيليك، وأرسل فرناندو إلى الحبس الانفرادي. يأمر رئيس السجن هنري بوب براد بالتوقف عن البحث في زنزانة مايكل، لكن براد يعاود البحث فيها بعد ذهاب المساجين ويجد الاسم "Allen Schweitzer". يبحث براد عن الاسم في قاعدة البيانات فلا يجد أحدًا يطابق الاسم. أثناء هذه الفترة، يطلب فرناندو من الحارس السماح له بالاتصال بماريكلوز ديلغادو، لكنه يرفض. وجدت فيرونيكا أثناء تحقيقها في قضية لينكون بوروز شريط فيديو يبدو فيه لينكون يطلق النار على ترينس ستيدمان حتى الموت. يدعي لينكون أنه استدرج، قائلا أن ترينس كان ميتا بالفعل وأنه لم يسحب الزناد أبدا. تعزم على التحدث مع كراب سيموندز الذي لم يشهد في قضيته، لتكتشف أنه قتل من المخدرات. تقابل ليتيشا باريس -حبيبة كراب- وبمجرد حديثهما، فزعت من مراقبة بول كيليرمان وهيل لهما.
يعزم مايكل على أخذ مسمار من مقعد يملكه تي-باغ، بينما هو جالس يحاول أن يأخذ المسمار متخفيا يوقظه تي-باغ ويخبره أن عليه الانضمام إلى المواجهة بين البيض والسود ليجلس على المقعد، لكن مايكل رفض. في محاولته الثانية، وبعد أن تمكن من إخراج المسمار يكشفه تي-باغ ويأخذه منه، وأخيرا يقرر مايكل الانضمام إلى المواجهة ليحصل على المسمار. لكن سي-نوت لاحظ ذلك، وعندما التقيا ليأخذ مضاد الأنسولين PUGNAc؛ أخبره سي-نوت أنه لن يعطيه المضاد بعد الآن. لاحقا يخرج الجميع من زنزاته للعد، عندها بدأت المواجهة. قرر مايكل أخذ المسمار من رفيق تي-باغ في الزنزانة، وأخذه بعد اشتباك. بعد لحظات يتقدم سجين أسود ويطعن رفيق الزنزانة عدة مرات فيموت وهو بين ذراعي مايكل. يرى تي-باغ ذلك، ويعتقد أن مايكل قتل رفيقه، ويعزم على أن ينتقم منه. توقف القتال بعد أن حُبس المساجين. يقوم مايكل بدلك المسمار بالأرض حتى أصبح مفتاحًا قادرًا على فك حوض الزنزانة. يتم توضيح ان "Allen" هو المسمار، وأن "Schweitzer" هو الحوض.
بعد أن انتهى الحبس، قرر سي-نوت إعطاء مايكل PUGNAc لعدم انضمامه إلى المواجهة، وأخبره مايكل أنه سوف يطلعه على سبب أخذ مضاد الأنسولين لاحقا. يتناوله مايكل، وعندما أجرت الدكتورة سارا الاختبار، اكتشفت أنه مصاب بالسكري. بعد ذلك، يأخذ براد بيليك مايكل من المستوصف إلى مكان يوجد فيه جون أبروزي، الذي يطلب منه أن يعطيه معلومات تواجد فيبوناشي إلا أن مايكل يرفض، فيقطع جون خنصر وبنصر قدمه محاولا إجباره على الحديث.

## وصلات خارجية
- ألين على موقع IMDb (الإنجليزية)
- ألين على موقع ميتاكريتيك (الإنجليزية)
- الملخص الرسمي للحلقة الثانية من الموسم الأول من قناة فوكس.